# Roseto (Pensilvania)
Roseto es un borough ubicado en el condado de Northampton en el estado estadounidense de Pensilvania. En el año 2000 tenía una población de 1.653 habitantes y una densidad poblacional de 412.3 personas por km².

## Geografía
Roseto se encuentra ubicado en las coordenadas 40°52′50″N 75°13′02″O / 40.88056, -75.21722.

## Demografía
Según la Oficina del Censo en 2000 los ingresos medios por hogar en la localidad eran de $39,813 y los ingresos medios por familia eran $45,833. Los hombres tenían unos ingresos medios de $36,563 frente a los $21,750 para las mujeres. La renta per cápita para la localidad era de $17,419. Alrededor del 7.2% de la población estaba por debajo del umbral de pobreza.